# 広島県道54号福山尾道線
広島県道54号福山尾道線（ひろしまけんどう54ごう ふくやまおのみちせん）は、広島県福山市と尾道市を結ぶ県道（主要地方道）である。

## 概要
尾道市の市街地を避ける形で国道2号と国道184号を連絡。また、本路線と国道184号および広島県道55号尾道三原線の併用により国道2号の代替路線の一部として福山市と三原市をつなぐ役目を担う。

### 路線データ
- 起点 : 広島県福山市[1]
- 終点 : 広島県尾道市[1]
- 路線延長 : 実延長 8.574 km（2015年4月1日現在） [1]

## 歴史
- 1960年（昭和35年） : 10月10日、広島県告示第682号により認定[1]。認定時は広島県道238号三成松永線。
- 1966年（昭和41年） : 5月1日、松永市が（旧）福山市と対等合併し、（新）福山市が誕生。広島県道238号三成松永線としての終点部の地名が松永市高西町真田から福山市高西町真田に変わる。
- 1972年（昭和47年） : 11月1日、広島県の県道番号再編により広島県道364号三成松永線となる。
- 1982年（昭和57年）
  - 4月1日、建設省告示第694号により広島県道364号三成松永線の全線が主要地方道福山尾道線に認定。
  - 8月12日、広島県告示第848号により広島県道54号福山尾道線に認定。
- 1987年（昭和62年） : 6月27日、国道2号松永道路の西藤IC - 高須ICが開通し、国道2号現道と松永道路をつなぐ接続道路の役目を担う[注 1]。
- 1993年（平成5年）5月11日 - 建設省から、県道福山尾道線が福山尾道線として主要地方道に再指定される[2]。
- 1997年（平成9年） : 全線2車線化。[要出典]
- 1999年（平成11年） : 3月31日、広島県告示第386号により福山市高西町真田「三成分かれ交差点」から福山市瀬戸町山北「赤坂バイパス東口交差点」まで路線延長[注 2]。[要出典]
- 2016年（平成28年） : 7月3日、広島県告示第499号により三成工区（尾道市美ノ郷町三成）[注 3]の供用開始[4]。

## 路線状況

### 重複区間
- 国道2号（福山市神村町・松永バイパス東口交差点 - 福山市高西町二丁目・三成分かれ交差点）

### 道路施設

#### 主な橋梁
- 済美大橋 （福山市津之郷町加屋、JR山陽本線）
- 河手橋 （福山市赤坂町大字赤坂、河手川）
- 羽原橋 （福山市松永町、羽原川）
- 末広大橋 （福山市松永町二丁目 - 福山市今津町七丁目、本郷川）
- 西藤大橋 （尾道市西藤町、藤井川）
- 三成下橋 （尾道市美ノ郷町三成、藤井川）
- 新三成橋 （尾道市美ノ郷町三成、藤井川）

#### トンネル
- 西藤トンネル （尾道市西藤町、延長 136 m）
- 三成トンネル （尾道市美ノ郷町三成、延長 175 m）

## 地理

### 通過する自治体
- 福山市
- 尾道市

### 交差する道路
- 国道2号（福山市瀬戸町山北・赤坂バイパス東口交差点、起点）
- 広島県道378号御幸松永線（福山市神村町）
- 国道2号松永道路 神村ランプ・国道2号現道 （福山市神村町・松永バイパス東口交差点）
- 広島県道157号松永新市線（福山市神村町・福山西署入口交差点）
- 広島県道47号鞆松永線・広島県道48号府中松永線（福山市今津町二丁目・今津町3丁目交差点）
- 国道2号現道（福山市高西町二丁目・三成分かれ交差点）
- 国道2号松永道路（尾道福山自動車道） 西藤IC（尾道市西藤町・西藤インター（南）交差点・西藤インター（北）交差点）
- 国道184号（尾道市美ノ郷町三成、終点）

### 沿線にある施設など

#### 主要施設
- JR山陽本線 備後赤坂駅（福山市赤坂町大字赤坂）[注 4]
- 福山市立福山中・高等学校（福山市赤坂町大字赤坂）
- 広島県警察 福山西警察署（福山市神村町）
- 広島県立松永高等学校（福山市神村町）
- JR山陽本線 松永駅（福山市松永町）[注 5]

#### 名所
- 今伊勢宮神社 （福山市神村町）
- 八幡神社 （福山市神村町）
- 福山市松永はきもの資料館（あしあとスクエア）（福山市松永町四丁目）…日本はきもの博物館（閉館）の後継施設。
- 高諸神社 （福山市今津町六丁目）

#### 旧跡
- イコーカ山古墳 （福山市赤坂町大字赤坂） …… JR山陽本線の備後赤坂駅の東にある古墳。

#### 並行する旧街道
- 近世山陽道（西国街道） …… 福山市瀬戸町山北 - 福山市高西町真田にかけて並行。
- 中世山陽道 …… 全線にわたり並行。この旧街道は、1602年（慶長7年）の今津駅（今津宿）の新設、さらに1659年（万治2年）、備後福山藩による沼隈郡高須村の新涯（現・尾道市）の造成を機に経路を海岸沿いに尾道市街経由とする以前の道筋。豊臣秀吉が朝鮮侵略に際して九州に赴いた時、木頃中野村（現・尾道市）に立ち寄って梨を食べたという伝承がある[5]。